# Urs Faes

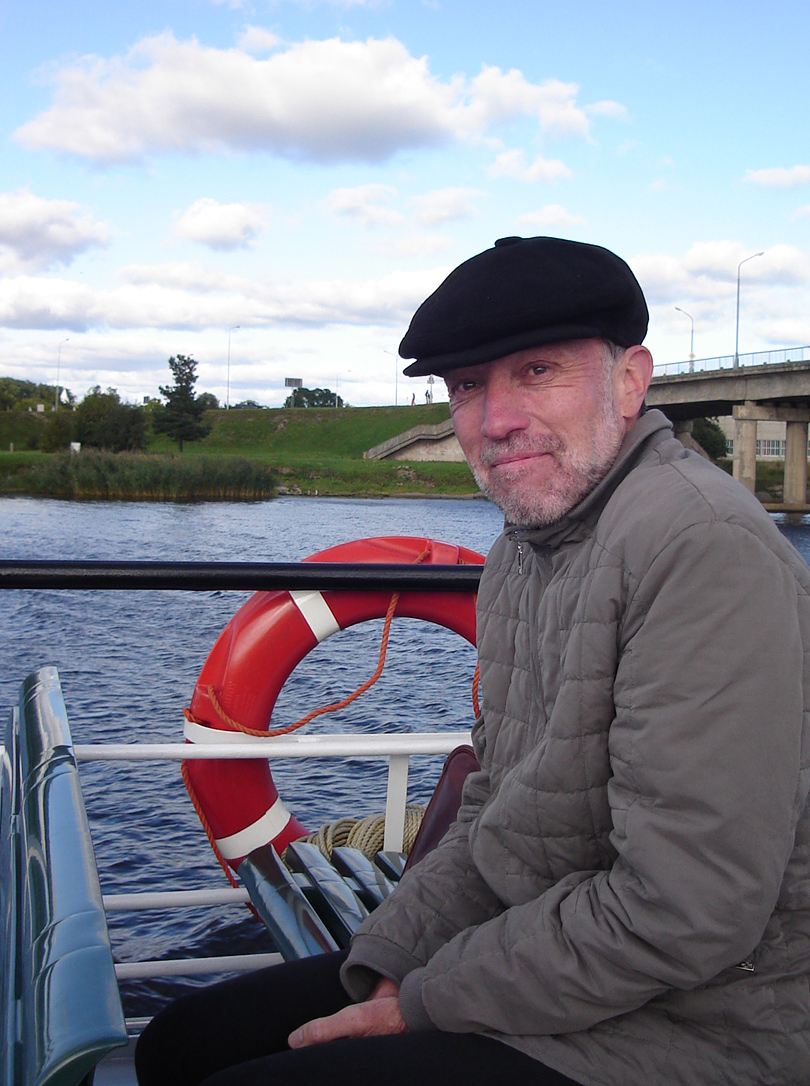
Urs Faes in Ventspils, August 2008

Urs Faes (* 13. Februar 1947 in Aarau) ist ein Schweizer Schriftsteller.

## Leben
Urs Faes wuchs im aargauischen Suhrental in einem calvinistisch geprägten Umfeld auf. Er durchlief zunächst eine Ausbildung zum Primarlehrer am Lehrerseminar Wettingen. Anschliessend studierte er Geschichte, Germanistik, Philosophie und Ethnologie und schloss mit einer Dissertation mit dem Titel Heidentum und Aberglauben der Schwarzafrikaner in der Beurteilung durch deutsche Reisende des 17. Jahrhunderts an der Universität Zürich ab. Neben seinem Studium arbeitete er an einem Zürcher Gymnasium.
Seine ersten Texte erschienen 1970 in Zeitungen und Zeitschriften. Urs Faes ist besonders als Romanautor bekannt; daneben hat er Gedichte, Erzählungen, Theaterstücke und Hörspiele verfasst. Bis zu deren Auflösung 2002 war er Mitglied der Gruppe Olten. Er lebt heute als freier Schriftsteller in Zürich und San Feliciano in Umbrien.
Sein Archiv befindet sich seit 2011 im Schweizerischen Literaturarchiv in Bern.

## Auszeichnungen
- 1985: Förderpreis des Kantons Solothurn
- 1986: Werkjahr der Stadt Zürich
- 1990: Werkjahr Pro Helvetia
- 1992: Werkpreis des Kantons Solothurn
- 1995: Werkjahr Pro Helvetia
- 1999: Literaturpreis des Kantons Solothurn
- 2001: Einzelwerkpreis der Schweizerischen Schillerstiftung
- 2007: Werkjahr der Stadt Zürich
- 2008: Einzelwerkpreis der Schweizerischen Schillerstiftung, für Liebesarchiv
- 2008: Stipendium von HALMA, dem europäischen Netzwerk literarischer Zentren
- 2008: Einzelwerkpreis der Schweizerischen Schillerstiftung, für Liebesarchiv
- 2010: Nomination für den Schweizer Buchpreis, für Paarbildung
- 2010: Anerkennungspreis der Stadt Zürich
- 2013: Zolliker Literaturpreis
- 2017: Nominierung für den Schweizer Buchpreis
- 2019: Anerkennungsbeitrag des Kantons Zürich

## Werke

### Bücher
- Eine Kerbe im Mittag. Gedichte. Sauerländer, Aarau 1975, ISBN 3-7941-1330-6.
- Regenspur. Gedichte. Lenos, Basel 1979, ISBN 3-85874-024-1.
- Webfehler. Roman. Lenos, Basel 1983, ISBN 3-85787-112-1.
- Der Traum vom Leben. Erzählungen. Lenos, Basel 1984, ISBN 3-85787-126-1.
- Bis ans Ende der Erinnerung. Roman. Lenos, Basel 1986, ISBN 3-85787-147-4.
- Sommerwende. Roman. Suhrkamp, Frankfurt am Main 1989, ISBN 3-518-40184-X.
- Alphabet des Abschieds. Roman. Suhrkamp, Frankfurt am Main 1991, ISBN 3-518-40377-X.
- Augenblicke im Paradies. Roman. Suhrkamp, Frankfurt am Main 1994, ISBN 3-518-40633-7.
- Ombra. Roman. Suhrkamp, Frankfurt am Main 1997, ISBN 3-518-40901-8.
- Und Ruth. Roman. Suhrkamp, Frankfurt am Main 2001, ISBN 3-518-41212-4.
- Als hätte die Stille Türen. Roman. Suhrkamp, Frankfurt am Main 2005, ISBN 3-518-41666-9.
- Liebesarchiv. Roman. Suhrkamp, Frankfurt am Main 2007, ISBN 978-3-518-41876-5.
- Paarbildung. Roman. Suhrkamp, Berlin 2010, ISBN 978-3-518-42171-0.
- Paris. Eine Liebe. Erzählung. Insel, Berlin 2012, ISBN 978-3-458-19366-1.
- Sommer in Brandenburg. Roman. Suhrkamp, Berlin 2014, ISBN 978-3-518-42419-3.[1]
- Halt auf Verlangen. Ein Fahrtenbuch. Suhrkamp, Berlin 2016, ISBN 978-3-518-42583-1.[2]
- Raunächte. Erzählung. Insel, Berlin 2018, ISBN 978-3-458-19452-1.
- Untertags. Roman. Suhrkamp, Berlin 2020, ISBN 978-3-518-42948-8.
- Sommerschatten. Roman. Suhrkamp, Berlin 2025, ISBN 978-3-518-43224-2.

### Theaterstücke
- Zugluft. UA: Baden 1982
- Kreuz im Feld. UA: Baden 1984
- Wartezimmer. UA: Bern 1986

### Hörspiele
- 1985: Partenza (SR DRS)
- 1989: Besuchszeit (DRS)
- 1993: Eine andere Geschichte (DRS)
- 2015: Paris. Eine Liebe – Bearbeitung und Regie: Jean-Claude Kuner (SRF/RBB)